# Општина Илиџијево
Општина Илиџијево (грч. Χαλκηδόνος, Халкидонас) је општина у Грчкој у Солунском округу, периферија Средишња Македонија. Административни центар је град Куфалово. По подацима из 2021. године број становника у општини је био 30.030.

## Насељена места
Општина Илиџијево је формирана 1. јануара 2011. године спајањем 3 некадашњих административних јединица: Илиџијево, Каваклијево и Куфалово.
- Општинска јединица Илиџијево: Илиџијево, Елеуса, Зорбатово, Лудијас, Крџалијево, Сарачево, Чохалар.

- Општинска јединица Каваклијево: Каваклијево, Балејка, Ватилак, Ингилиз, Коритен, Нова Месимврија, Топчијево.

- Општинска јединица Куфалово: Куфалово,  Ајиево, Ергатикес Катикијес, Кастанас, Прохома.

## Становништво
| 2011.  | 2021.  |
| ------ | ------ |
| 33.673 | 30.030 |